# George Howarth (homme politique britannique)
Edward George Howarth (né le 29 juin 1949) est un homme politique britannique du parti travailliste qui est député pour Knowsley. Il est élu lors d'une élection partielle en 1986, en tant que député de Knowsley North (jusqu'en 1997), puis Knowsley North et Sefton East (1997-2010).

## Jeunesse et carrière
Né dans le Merseyside, Howarth fait ses études à l'école secondaire locale Huyton, au Kirkby College of Further Education et à l'Université de Liverpool John-Moores. Il poursuit ses études à l'Université de Salford. Il fait son apprentissage pendant quatre ans à partir de 1966 en tant qu'ingénieur, puis travaille comme ingénieur jusqu'en 1975 lorsqu'il passe à l'enseignement.
En 1980, il rejoint Cooperative Development Services et, en 1982, est nommé directeur général du Wales Cooperative Centre. Il devient le directeur général du Wales Trades Union Congress à Cardiff, un poste qu'il occupe avant son élection à la Chambre des communes.
Howarth est élu conseiller du conseil de district de Huyton en 1971 et ensuite au Knowsley Borough Council jusqu'en 1986, devenant son chef adjoint de 1982 à 1983. Il est président du parti travailliste de la circonscription de Knowsley South pendant quatre ans à partir de 1981.

## Carrière parlementaire
Le député travailliste en exercice de Knowsley North, Robert Kilroy-Silk, démissionne du Parlement en 1986 à mi-mandat pour poursuivre une carrière à la BBC. Lors de l'élection partielle du 13 novembre 1986, Howarth est élu avec une majorité de 6 724 voix. Il est ensuite député de Knowsley North & Sefton East en 1997 et Knowsley en 2010 lorsque les limites des circonscriptions sont redessinées. Aux élections législatives de 2017, il obtient 85 % des voix et la plus grande majorité pour un député britannique depuis l'avènement du suffrage universel.
Il est porte-parole de l'opposition sur l'environnement (1989-1994) et les affaires intérieures (1994-1997). En 1997, il est nommé sous-secrétaire d'État parlementaire au ministère de l'Intérieur et en 1999 au même poste au ministère d'Irlande du Nord. Il quitte le gouvernement en 2001. Il siège à une grande variété de comités restreints. Il est nommé membre du Conseil privé en 2005.
Il soutient Owen Smith dans sa tentative de remplacer Jeremy Corbyn lors de l'Élection à la direction du Parti travailliste britannique de 2016.
Howarth est fait chevalier dans les honneurs d'anniversaire 2019. Il occupe brièvement le poste de premier vice-président de Voies et moyens au début de la 58e législature.